# 开井站
開井站（：／ Gaejeong yeok */?）是位于韩国全罗北道群山市開井面的一个车站，属于群山货物线。

## 历史
- 1924年6月1日 - 落成使用。

## 相鄰車站
韓國鐵道公社
群山貨物線
大野－開井－群山貨物